# L'avvelenato
L'avvelenato, o Il testamento dell'avvelenato, è un'antica ballata italiana attestata già in un repertorio di canti popolari pubblicato, secondo quanto riporta Alessandro d'Ancona, nel 1629 a Verona da un fiorentino, Camillo detto il Bianchino. Come è tipico delle ballate, la struttura de L'avvelenato è semplice e ripetitiva, e contiene il tema ricorrente dell'omicidio. Le numerose versioni regionali sono cantate su differenti basi musicali e nei differenti dialetti, però senza che la narrazione del racconto vari sensibilmente. D'Ancona rammenta una dozzina di lezioni differenti in bibliografia.
Questa ballata viene associata ad una ballata scozzese, Lord Randal, di cui esistono pure differenti versioni in tedesco, svedese, magiaro, danese. Confrontando i diversi testi, si rimane colpiti dalla loro omogeneità, ma non sembra ancora accertato quale sia la versione originaria fra quelle attestate in tutta Europa.

## Testo della ballata
D'Ancona, nell'edizione originale del suo saggio sulla poesia popolare italiana, esprime l'opinione che il testo originale fosse toscano. Tuttavia riporta per intero solo una versione comasca, perché la ritiene la più completa fra quelle in suo possesso. Nella ristampa del 1906, d'Ancona cita altre versioni, che nel frattempo erano state raccolte e pubblicate da altri studiosi, tra le quali vi è anche una lezione lucchese raccolta da Giovanni Giannini.
| lezione comasca | lezione lucchese |
| --- | --- |
| — Dôve si stâ jersira, Figliuol mio caro, fiorito e gentil? Dôve si stâ jersira? — — Sôn stâ dalla mia dama: Signôra mama, mio core sta mal! Sôn stâ dalla mia dama: Ohimè, ch' io moro, ohimè! — Cossa v'halla dâ de cêna, Figliuol mio caro, fiorito e gentil? Cossa v'halla dâ de cêna? — On inguilletta arrosto: Signôra mama, mio core sta mal! On inguilletta arrosto: Ohimè, ch'io moro, ohimè! — — L'avì mangiada tütta, Figliuol mio caro, fiorito e gentil? L'avì mangiada tütta? — Non n'hô mangiâ che mezza: Signôra mama, mio core sta mal! Non n'hô mangiâ che mezza: Ohimè, ch'io moro, ohimè! — — Coss'avì fâ dell'altra mezza, Figliuol mio caro, fiorito e gentil? Cossa avì fâ dell'altra mezza? — L'hô dada alla cagnòla: Signôra mama, mio core sta mal! L'hô dada alla cagnòla; Ohimè, ch'io moro, ohimè! — — Cossa avì fâ della cagnòla, Figliuol mio caro, fiorito e gentil? Cossa avì fâ della cagnòla? — L'è morta drê la strada; Signora mama, mio core sta mal! L'è morta drê la strada: Ohimè, ch'io moro, ohimè! — — L'ha va giüst dâ 'l veleno, Figliuol mio caro, fiorito e gentil: L'ha v'ha giüst dâ 'l veleno. — — Mandè a ciamà 'l dôttôre. Signôra mama mio core sta mal! Mandè a ciamà 'l dôttôre: Ohimè, ch'io moro, ohimè! — — Perché vorî ciamà 'l dôttôre, Figliuol mio caro, fiorito e gentil, Perchè vorî ciamà 'l dôttôre? — — Per farmi visitare; Signôra mama, mio core sta mal! Per farmi visitare: Ohimè, ch'io moro, ohimè! — [...] — Mandè a ciamà 'l cürato; Signôra mama, mio core sta mal! Mandè a ciamà 'l cürato. Ohimè, ch'io moro, ohimè! — — Perché vorî ciamò 'l cürato: Figliuol mio caro, fiorito e gentil, Perchè vorì ciamà 'l cürato? — — Per farmi confessare: Signôra mamma, mio core sta mal! Per farmi confessare: Ohimè, ch'io moro, ohimè! [...] — Mandè a ciamà 'l notaro: Signôra mama, mio core sta mal! Mandè a ciamà 'l notaro: Ohimè, ch'io moro, ohimè! — — Perché vorî ciamà 'l notaro, Figliuol mio caro, fiorito e gentil, Perchè vorî ciamà 'l notaro? — Per fare testamento: Ohimè, ch'io moro, ohimè! — — Cossa lassè alla vostra mama, Figliuol mio caro, fiorito e gentil? Cossa lassè alla vostra mama? — — Ghe lasso 'l mio palazzo: Signôra mama, mio core sta mal! Ghe lasso 'l mio palazzo: Ohimè, ch'io moro, ohimè! — — Cossa lassè alli vostri fratelli, Figliuol mio caro, fiorito e gentil, Cossa lassè alli vostri fratelli? — — La carrozza coi cavalli: Signôra mama, mio core sta mal! La carrozza coi cavalli, Ohimè, ch'io moro, ohimè! — — Cossa lassè alle vostre sorelle, Figliuol mio caro, fiorito e gentil, Cossa lassè alle vostro sorelle? — — La dote per maritarle: Signôra mama, mio core sta mal! La dote per maritarle: Ohimè, ch'io moro, ohimè! — — Cossa lassè alli vostri servi, Figliuol mio caro, fiorito e gentil, Cossa lassè alli vostri servi? — — La strada d'andà a messa: Signôra mama, mio core sta mal! La strada d'andà a messa: Ohimè, ch'io moro, ohimè! — — Cossa lassè per la vostra tomba, Figliuol mio caro, fiorito e gentil, Cossa lassè per la vostra tomba? - — Cento cinquanta messe: Signôra mama, mio core sta mal! Cento cinquanta messe; Ohimè, ch'io moro, ohimè! — — Cossa lassè alla vostra dama, Figliuol mio caro, fiorito e gentil, Cossa lassè alla vostra dama? — — La fôrca da impiccarla, Signôra mama, mio core sta mal! La fôrca da impiccarla: Ohimè, ch'io moro, ohimè! — | — Dove sei stato a veglia, Figliolo mio ricco savio e gentil ? Mi fai morì' ! Ohimè ! Dove sei stato a veglia, Gentil mio cavaliè'? — — A casa della dama. Signora madre, il mio cuore sta male, ma male mi sta: Il mio cuore se ne va. — — Cosa ti ha dato a cena, Figliolo mio ricco savio e gentil? Mi fai morì' ! Ohimè ! Cosa t'ha dato a cena, Gentil mio cavaliè'? — — Un'anguilletta cotta. Signora madre, il mio cuore sta male, ma male mi sta: Un'anguillina cotta: Il mio cuore se ne va. — — Dentro du' te l'ha chiappa', Figliolo mio ricco savio e gentil? Mi fai morì' ! Ohimè ! Dentro du'te l'ha chiappa', Gentil mio cavallè'? — — Nel boschettin dell'orto. Signora madre, il mio cuore sta male, ma male mi sta: Nel boschettin dell'orto: Il mio cuore se ne va. — — Dentro du' te l'ha cotta, Figlio mio ricco savio e gentil? Mi fai morì' ! Ohimè ! Dentro du' te l'ha cotta, Gentil mio cavaliè'? — — 'N del penturin dall'olio. Signora madre, il mio cuore sta male, ma male mi sta: 'N del penturin dall'olio: 'L mio cuore se ne va. — — Quala parte t'ha dato, Figliolo mio ricco savio e gentil? Mi fai morì'! Ohimè ! Quala parte t'ha dato, Gentil mio cavaliè' ? — — La testa e la coda. Signora madre, il mio cuore sta male, ma male mi sta: La testa e la coda: 'L mio cuore se ne va. — — Cosa lassi alla serva, Figliolo mio ricco savio e gentil ? Mi fai morì' ! Ohimè ! Cosa lassi alla serva, Gentil mio cavaliè' ? — — Lo strofinel de'-p-piatti. Signora madre, il mio cuore sta male, ma male mi sta: Lo strofinel de'-p-piatti: 'L mio cuore se ne va. — — Cosa lasci al fratello, Figliolo mio ricco savio e gentil ? Mi fai morì' ! Ohimè ! Cosa lasci al fratello, Gentil mio cavaliè'? — — Pantaloni e giubba. Signora madre, il mio cuore sta male, ma male mi sta: Pantaloni e giubba: 'L mio cuore se ne va. — — Cosa lasci alla madre, Figliolo mio ricco savio e gentil ? Mi fai morì' ! Ohimè ! Cosa lasci alla madre, Gentil mio cavaliè' ? — — I gli occhi per il piange'. Signora madre, il mio cuore sta male, ma male mi sta: I gli occhi per il piange': 'L mio cuore se ne va. — — Cosa lassi alla sorella, Figliolo mio ricco savio e gentil? Mi fai morì' ! Ohimè ! Cosa lasci alla sorella, Gentil mio cavaliè' ? — — Cento scudi per maritalla. Signora madre, il mio cuore sta male, ma male mi sta: Cento scudi per maritalla: 'L mio cuore se ne va. — — Cosa lasci alla dama, Figliolo mio ricco savio e gentil? Mi fai morì' ! Ohimè ! Cosa lasci alla dama, Gentil mio cavaliè' ? — — Un cordin per appiccalla. Signora madre, il mio cuore sta male, ma male mi sta: Un cordin per appiccalla: 'L mio cuore se ne va. — |